# Lijst van hardhoutsoorten
Dit is een overzicht van bekende soorten hardhout (dwz loofhout).

## A
Abachi · Abarco · Abiurana · Abura · Acasiahout · Afrikaans grenadille . Afrormosia · Afzelia · Ahorn · Aldina · Alerce · Alone · Amape · Amburana · Andira · Andiroba / Krappa · Angelim pedra · Angelim vermelho · Aniegré · Antiaris · Appelhout · Araracanga · Aspen · Avodiré · Azijnhout · Azobé

## B
Bahia rozenhout · Balau · Balsa · Bangkirai · Basralocus · Berkenhout · Beukenhout · Bilinga· Bintangor · Blue gum · Bodo · Bomanga · Bossé · Brazielhout · Bruinhart · Bubinga · Buxus

## C
Cambara · Cabreuva · Cederhout · Cedrorana · Cocobolo · Cocus · Coromandel · Cumaru · Curupay · Curupixa

## D
Dabéma · Danta · Demerara groenhart · Dibétou · Doerian

## E
Ebbenhout · Eikenhout · Elzen · Esdoorn · Essen · Essessang · Essia · Eyong

## F
Faveira amargosa · Framiré · Freijo · Fuma

## G
Garapa · Geronggang · Gerutu · Giam · Gonçalo alves · Groenhart · Grumixava · Guariuba · Guatambu

## H
Haagbeuken · Hickory · Hulst

## I
Iepenhout · Igaganga · Ilomba · Imbuia · Incienso · Ipé · Iroko · Itaúba · Izombé

## J
Jarrah · Jatoba · Jelutong

## K
Kanda · Kapokhout · Kapur · Karri · Kastanje · Kembang semangkok · Kempas · Kersenhout · Keruing · Khaya · Kopiehout · Kosipo · Koto · Kwarie

## L
Lapacho · Lauan · Letterhout · Limba · Limbali · Linden

## M
Mahonie · Makoré · Manbarklak · Mandioqueira · Mansonia · Massaranduba · Matakki · Matoa · Mecrusse · Mengkulang · Meranti · Merbau · Mersawa · Moabi · Mora · Moral · Movingui · Muhuhu · Mukulungu · Muninga · Mutenye · Myrtle beech · Monkey puzzle

## N
Naga · Nargusta · Niangon · Niové · Noten · Nyatoh

## O
Ogea · Okan · Okoumé · Olijfhout · Ovangkol

## P
Padoek · Palissander · Palmhout · Panga panga · Pau amarelo · Pau rosa · Perenhout · Pernambuco · Peroba de campos · Peroba rosa · Piquia · Platanenhout · Pokhout · Populierenhout · Possentrie · Purperhart

## Q
Quaruba · Quarubarana

## R
Ramin · Robinia · Bahia rozenhout · Rubberwood

## S
Saligna gum · Sapeli · Sapupira · Satijnhout · Satijnnoten · Sen · Sepetir · Seraya · Sipo · Soemaroepa · Sucupira · Sucupirana

## T
Tabaca · Tali · Tamme kastanje · Tasmaans eiken · Tasua · Tatajuba · Tauari · Tchitola · Teak · Tepa · Tiama · Tola branca · Tullipwood · Tulpeboomhout

## U
Uchi torrado

## V
Vera pok · Virola · Vitex

## W
Walaba · Walnoot . Wamba · Wane · Wengé · Wilgenhout

## IJ
Yellow Balau · Yellow Birch

## Z
Zapatero · Zebrano · Zirbelkiefer

## Lijsten
- Lijst van houtsoorten